# Королевство Альба
Королевство А́льба или Алба (гэльск. Rìoghachd na h-Alba) — государство скоттов и пиктов под главенством скоттов, существовавшее с 900 (год смерти короля Дональда II) по 1286 (год смерти короля Александра III). Фактически государственное образование было создано ещё в 843 году, когда король скоттов Кеннет МакАлпин объединил своё королевство Дал Риаду с королевством пиктов Фортриу.
Обозначение этого периода истории Шотландского королевства как королевство Алба применяется для удобства, так как в течение этого времени элита и население королевства было преимущественно пикто-гэльским (в позднее время пикто-гэльским и скотто-нормандским), говорящим на гэльском языке, в отличие от периода правления Стюартов, когда элита королевства и большая часть населения, жившая на равнинах и в городах, в основном уже перешла на англо-шотландский язык.